# Zaquia Jorge, a Vedete do Subúrbio, Estrela de Madureira
Zaquia Jorge, a Vedete do Subúrbio, Estrela de Madureira é um samba enredo da escola de samba carioca Império Serrano, que foi utilizado no desfile da agremiação no Carnaval de 1975. Foi composto por Avarese.
O enredo era uma homenagem à cantora popular Zaquia Jorge, identificada com o bairro de Madureira, que morrera 18 anos antes, em 1957. No ano seguinte à sua morte, um samba em sua homenagem, intitulado Madureira Chorou, fez grande sucesso no Carnaval.

## Eliminatórias
Ainda no ano anterior, durante as eliminatórias para escolha do samba-enredo oficial para o Carnaval de 1975, a composição de Avarese sagrou-se vencedora. No entanto, um dos sambas concorrentes derrotados, acabou sendo regravado após o Carnaval, por Roberto Ribeiro, sob o título "Estrela de Madureira", e acabou fazendo mais sucesso do que o samba que efetivamente foi para a avenida.

## Desfile
A escola foi a nona agremiação a desfilar em 9 de fevereiro de 1975, na Avenida Presidente Antônio Carlos.

### Ficha técnica
- Presidente: Irani Santos Ferreira[2]
- Autor do enredo: Fernando Pinto[2]
- Carnavalesco: Fernando Pinto[2]
- Diretor de Carnaval: Ernesto Nascimento[2]
- 1º Casal de mestre-sala e porta-bandeira: Alice e Sérgio Jamelão[2]
- Compositor: Avarese[2]
- Intérprete: Marlene[2][3]

## Resultado
A escola obteve 105 pontos, e portanto, o 3º lugar entre 12 escolas.